# Вандрушка Йосиф
Йосиф Вандру́шка (Вондрашка) (нар. 11 березня 1792, Львів — пом. після 1863, Львів) — український архітектор.

## Біографія
Народився 11 березня 1792 року у місті Львові (тепер Україна) в сім'ї Георга Вандрушки, директора тютюнової фабрики у Винниках. У 1811 році почав працювати у Львівській будівельній дирекції. 3 1818 року — повітовий інженер в Самборі. У 1834 році повернувся до Львова.
Помер у Львові після 1863 року.

## Роботи

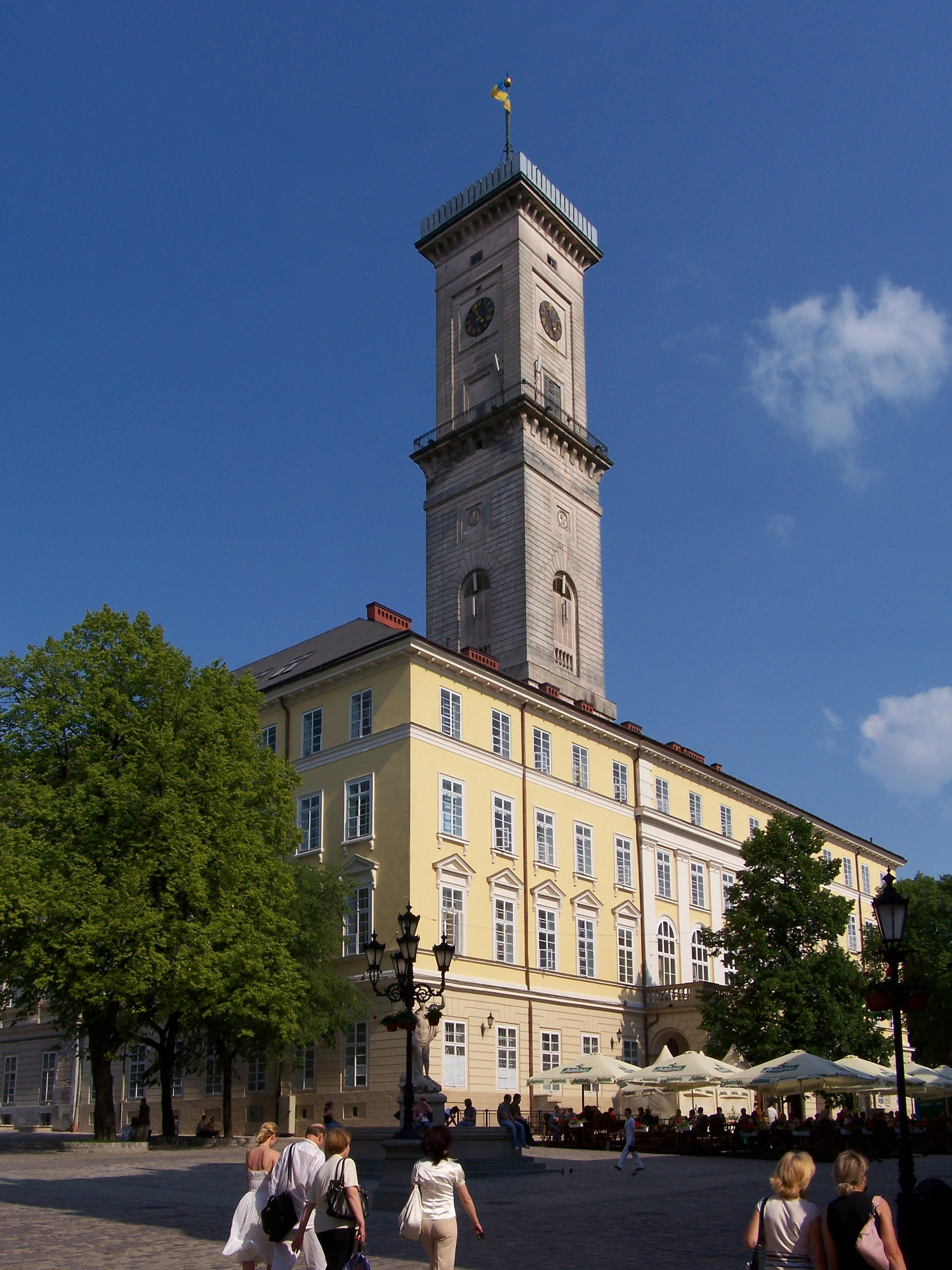
Львівська ратуша.

Виконав проєкт губернаторського будинку у Львові (1818, не здійснено). Збудував у Львові:
- Ратушу на площі Ринок (1827—1835, співавтори Йозеф Маркль, Франц Трешер);
- Північну вежу костелу кармелітів босих на вулиці Винниченка № 22 (1835—1839);
- Казарми з триярусними вежами і бастіони на Цитаделі (1852—1856, співавтор Христофор Рессіг).

З 1818 року за його проєктами будували церкви, зокрема:
- Церква Собору Пресвятої Богородиці (1823, Містковичі);
- Церква святого Іллі (1829, Стара Сіль);
- Церква Собору Святого Івана Хрестителя (1828, Підбуж);
- Церква святого Миколи (1830, Старий Самбір);
- Церква Вознесіння Господнього (1831, Янів);
- Костел Всіх Святих (1840, Новий Яричів) ;
- Церква святого Миколи (1842, Бітля);
- Церква Преображення (1820—1830-ті, Нижня Яблунька)[2];
- Церква святого Миколи (1859, Ворочово).

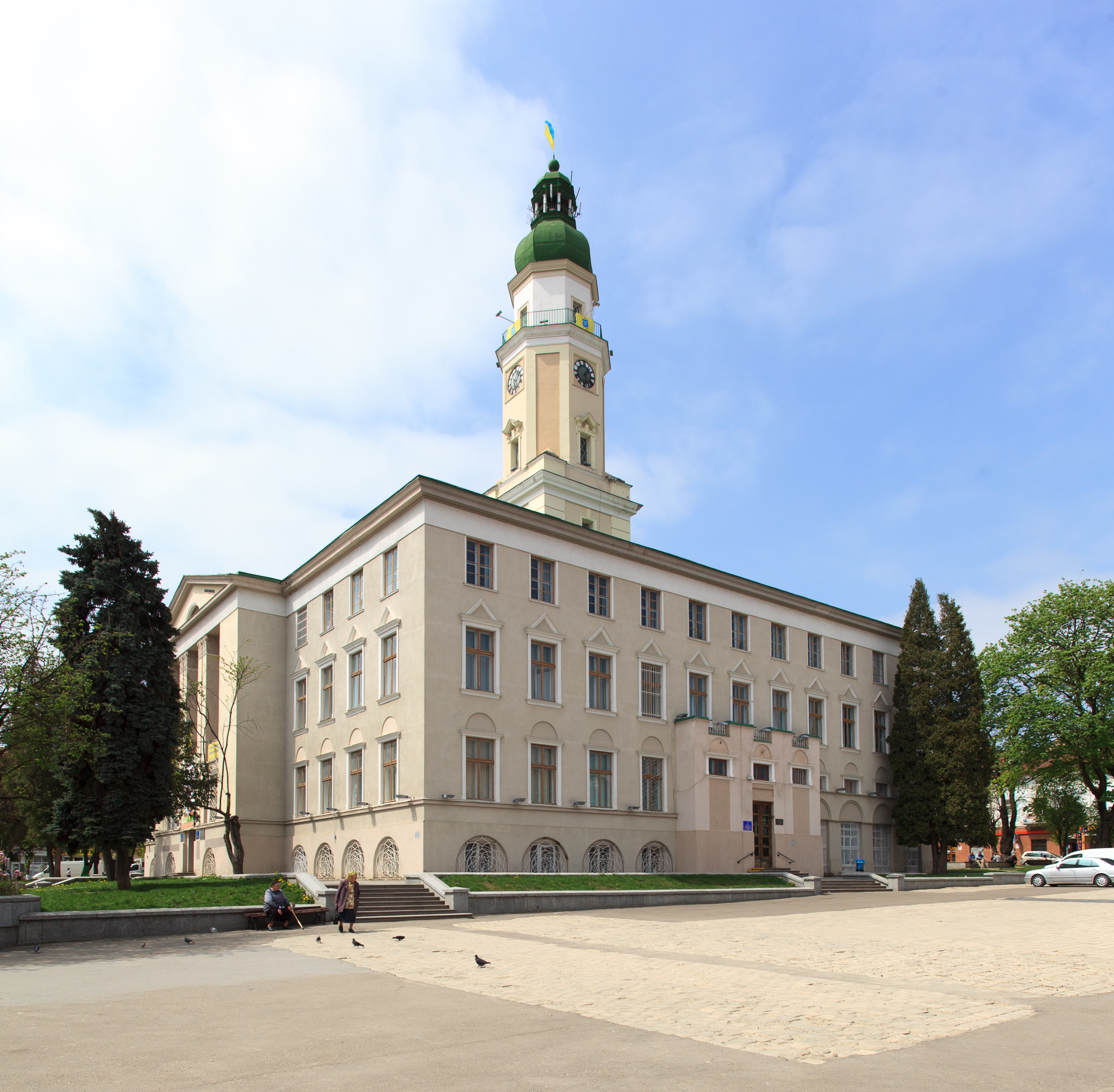
Дрогобицька ратуша.

Проєктував греко-католицькі церкви в Золочеві, Снятині й передмістях Львова. Реставрував низку споруд, а саме:
- будинок Єзуїтського колегіуму в Самборі,
- вежу ратуші у Дрогобичі.